# (2726) Kotelnikov
(2726) Kotelnikov ist ein Asteroid des Hauptgürtels, der am 22. September 1979 vom russischen Astronomen Nikolai Stepanowitsch Tschernych am Krim-Observatorium in Nautschnyj (IAU-Code 095) entdeckt wurde.
Der Asteroid ist Mitglied der Koronis-Familie, einer Gruppe von Asteroiden, die nach (158) Koronis benannt ist.
(2726) Kotelnikov wurde nach dem sowjetischen Elektrotechniker Wladimir Alexandrowitsch Kotelnikow (1908–2005) benannt, der bereits 1933 erstmals mathematisch exakt das WKS-Abtasttheorem publizierte und der heute als Nestor der russischen Kommunikationstechnik gilt. Die offizielle Benennung wurde vom Minor Planet Center am 8. November 1984 veröffentlicht (M.P.C. 9214).